# Charles W. Gillet

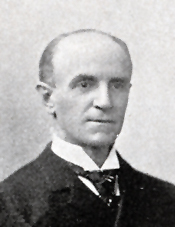
Charles W. Gillet (1896)

Charles William Gillet (* 26. November 1840 in Addison, Steuben County, New York; † 31. Dezember 1908 in New York City) war ein US-amerikanischer Politiker. Zwischen 1893 und 1905 vertrat er den Bundesstaat New York im US-Repräsentantenhaus.

## Werdegang
Charles Gillet besuchte die öffentlichen Schulen seiner Heimat und das Delaware Literary Institute in Franklin im Delaware County. Zwischen 1861 und 1863 diente er während des Bürgerkrieges als Soldat im Heer der Union. Im Jahr 1863 musste er nach einer Verwundung den Militärdienst quittieren. Danach stellte er in Addison Fensterflügel, Türen und Jalousien her. Zwischen 1878 und 1886 war er dort auch Posthalter. Politisch wurde er Mitglied der Republikanischen Partei.
Bei den Kongresswahlen des Jahres 1892 wurde Gillet im 29. Wahlbezirk von New York in das US-Repräsentantenhaus in Washington, D.C. gewählt, wo er am 4. März 1893 die Nachfolge von John Raines antrat. Nach fünf Wiederwahlen konnte er bis zum 3. März 1905 sechs Legislaturperioden im Kongress absolvieren. In diese Zeit fiel der Spanisch-Amerikanische Krieg von 1898. Seit 1903 vertrat er den 33. Distrikt seines Staates. Von 1895 bis 1903 war Gillet Vorsitzender des Ausschusses zur Kontrolle der Ausgaben des Landwirtschaftsministeriums; von 1903 bis 1905 leitete er den Ausschuss für öffentliche Liegenschaften.
Im Jahr 1904 verzichtete Charles Gillet auf eine weitere Kongresskandidatur. Er starb am 31. Dezember 1908 in New York City und wurde in seiner Heimatstadt Addison beigesetzt.